# Luxemburgo en los Juegos Europeos de Cracovia 2023
Luxemburgo participó en los Juegos Europeos de Cracovia 2023 con un equipo de 60 deportistas. Responsable del equipo nacional fue el Comité Olímpico y Deportivo Luxemburgués.

## Medallistas
El equipo de Luxemburgo obtuvo las siguientes medallas:
| Nombre           | Deporte   | Competición     |
| ---------------- | --------- | --------------- |
| Oro              |           |                 |
| —                |           |                 |
| Plata            |           |                 |
| Vera Hoffmann    | Atletismo | 1500 m F        |
| Bronce           |           |                 |
| Jennifer Warling | Karate    | Kumite –55 kg F |